# Erewash (rzeka)
Erewash (ang. River Erewash) – rzeka w środkowej Anglii, w hrabstwach Derbyshire i Nottinghamshire, niemal na całej swej długości wyznaczająca granicę między nimi. Długość rzeki wynosi 39,6 km, a powierzchnia jej dorzecza – 213 km².
Źródło rzeki znajduje się w mieście Kirkby-in-Ashfield. Początkowo biegnie w kierunku zachodnim, po czym skręca na południe. Główne miejscowości położone nad rzeką to Pinxton, Heanor, Eastwood, Ilkeston, Stapleford oraz Long Eaton, gdzie Erewash uchodzi do rzeki Trent.